# Weng im Gesäuse
Weng im Gesäuse är en ort i kommunen Admont i distriktet Liezen i förbundslandet Steiermark i Österrike. Weng im Gesäuse var tidigare en självständig kommun, men blev den 1 januari 2015 en del av kommunen Admont. I kommunen ingick även orten Gstatterboden.